# Scenopinus phaidimos
Scenopinus phaidimos är en tvåvingeart som beskrevs av Kelsey 1969. Scenopinus phaidimos ingår i släktet Scenopinus och familjen fönsterflugor.
Artens utbredningsområde är Turkiet. Inga underarter finns listade i Catalogue of Life.